# Get Rollin’
| Оценки критиков | Оценки критиков |
| Источник        | Оценка          |
| --------------- | --------------- |
| Kerrang!        | [ 2 ]           |
| Blabbermouth    | 8/10            |
| Louder Sound    | [ 4 ]           |
| Sputnikmusic    | [ 5 ]           |
| Allmusic        | [ 6 ]           |

Get Rollin’ — десятый студийный альбом канадской рок-группы Nickelback, вышедший 18 ноября 2022 года на лейбле BMG Entertainment. Лид-сингл «San Quentin» был выпущен 7 сентября 2022 года.

## Об альбоме
В начале 2019 года участники группы рассказали о записи десятого студийного альбома. Басист Майк Крюгер рассказал о своём личном желании двигаться в направлении хэви-метала или о желании записать кавер-версию Slayer.
Во время интервью в июле 2021 года Майк Крюгер так прокомментировал дату релиза: «Альбом будет готов, когда он будет готов», пояснив, что группа не хочет ограничивать себя временными рамками из-за опасения сделать «дерьмовую запись». «Даты релизов в первую очередь определяются деловыми интересами звукозаписывающих лейблов и т. п. У нас такого нет», — сказал он. «Мы управляем собой сами уже около года. Так что — нет, у нас нет даты. Мы делаем всё по своему графику, в своём ритме, и закончим тогда, когда закончим. Потому что мы уже не раз срывали сроки в прошлом. Потому что мы считаем, что лучше сделать хорошую запись и опоздать, чем сделать паршивую запись, чтобы успеть вовремя. Поэтому мы не будем поджиматься по времени».
В интервью радиостанции WRAT вокалист Чед Крюгер рассказал об источнике вдохновения для текста песни «San Quentin»: «Я познакомился с начальником тюрьмы Сан-Квентин на одной вечеринке. Не мог поверить, что он такой молодой. Я всё думал: „Ну не может быть, чтобы ты был начальником Сан-Квентина“, а все вокруг такие: „Ага, это он самый“. Мы дружим с Гаем Фиери, это было на его дне рождения несколько лет назад. И всё то время, пока мы болтали, у меня в голове крутилась одна мысль: „Я должен написать песню под названием San Quentin. Всё, решено“. Я сразу записал это в заметки на телефоне. А потом, когда появился рифф, я выкрикнул: „Кто-нибудь, пожалуйста, спасите меня от Сан-Квентина!“ — и с этого всё началось».

## Список композиций
| №                   | Название                                | Длительность |
| ------------------- | --------------------------------------- | ------------ |
| 1.                  | «San Quentin»                           | 3:31         |
| 2.                  | «Skinny Little Missy»                   | 3:37         |
| 3.                  | «Those Days»                            | 3:39         |
| 4.                  | «High Time»                             | 3:54         |
| 5.                  | «Vegas Bomb»                            | 3:45         |
| 6.                  | «Tidal Wave»                            | 3:32         |
| 7.                  | «Does Heaven Even Know You’re Missing?» | 3:43         |
| 8.                  | «Steel Still Rusts»                     | 4:27         |
| 9.                  | «Horizon»                               | 3:15         |
| 10.                 | «Standing in the Dark»                  | 4:01         |
| 11.                 | «Just One More»                         | 3:38         |
| Общая длительность: | Общая длительность:                     | 41:02        |

| №                   | Название                                                  | Длительность |
| ------------------- | --------------------------------------------------------- | ------------ |
| 12.                 | «High Time» (акустическая)                                | 3:43         |
| 13.                 | «Does Heaven Even Know You’re Missing?» (акустическая)    | 3:43         |
| 14.                 | «Just One More» (акустическая)                            | 3:38         |
| 15.                 | «Horizon» (акустическая)                                  | 3:17         |
| 16.                 | «Steel Still Rusts» (акустическая; японская бонус-версия) | 4:25         |
| Общая длительность: | Общая длительность:                                       | 56:20        |

| №   | Название                                               | Длительность |
| --- | ------------------------------------------------------ | ------------ |
| 12. | «San Quentin» (выступление в Starland Ballroom)        |              |
| 13. | «Those Days» (выступление в History)                   | 4:35         |
| 14. | «Those Days» (акустическая)                            |              |
| 15. | «High Time» (акустическая)                             | 3:43         |
| 16. | «Tidal Wave» (акустическая)                            |              |
| 17. | «Does Heaven Even Know You’re Missing?» (акустическая) | 3:43         |
| 18. | «Steel Still Rusts» (акустическая)                     | 4:25         |
| 19. | «Horizon» (акустическая)                               | 3:17         |
| 20. | «Standing in the Dark» (акустическая)                  |              |
| 21. | «Just One More» (акустическая)                         | 3:38         |

## Участники записи
Nickelback
- Чед Крюгер — ведущий вокал, гитара, продюсирование
- Райан Пик — гитара, вокал, продюсирование
- Майк Крюгер — бас-гитара, продюсирование
- Дэниел Адэр — ударные, вокал, продюсирование

Дополнительный персонал
- Крис Бейсфорд — продюсер, микширование
- Джефф Джонсон — продюсирование (треки 3, 4)
- Тед Дженсен — мастеринг
- Рикардо Гермейн — звукоинженер
- Джессика Шмидт — помощь в продюсировании
- Эндрю Круз — помощь в микшировании, цифровое редактирование
- Джастин Штурц — помощь в мастеринге
- Крис «Hollywood» Холмс — цифровое редактирование
- Иэн Торнли — соло-гитара (трек 2)

## Чарты
| Чарты (2022)                             | Высшая позиция |
| ---------------------------------------- | -------------- |
| США (Billboard Top Rock Albums)          | 5              |
| США (Billboard Top Alternative Albums)   | 4              |
| США (Billboard Independent Albums)       | 3              |
| США (Billboard 200)                      | 30             |
| Великобритания (OCC Rock & Metal Albums) | 1              |
| Великобритания (OCC Independent Albums)  | 1              |
| Великобритания (OCC Albums)              | 8              |
| Швейцария (Schweizer Hitparade)          | 1              |
| Испания (PROMUSICAE)                     | 91             |
| Шотландия (OCC)                          | 7              |
| Новая Зеландия (RMNZ)                    | 31             |
| Япония (Billboard Japan)                 | 20             |
| Япония (Oricon)                          | 11             |
| Япония (Oricon Albums)                   | 20             |
| Италия (FIMI)                            | 75             |
| Германия (Offizielle Top 100)            | 7              |
| Дания (Album Top 100)                    | 92             |
| Канада (Billboard)                       | 4              |
| Бельгия (Ultratop Wallonia)              | 149            |
| Бельгия (Ultratop Flanders)              | 40             |
| Австрия (Ö3 Austria)                     | 8              |
| Австралия (ARIA)                         | 3              |